# Capitanía de San Vicente
La Capitanía de San Vicente (en portugués: Capitania de São Vicente) fue una de las capitanías hereditarias del Reino de Portugal, establecidas en Brasil por el rey Juan III en 1534, con vistas a incrementar el poblamiento y defensa del territorio.
El primer contacto de Portugal con el territorio que luego sería la capitanía de San Vicente fue en el mes de enero de 1532, cuando Martim Afonso de Sousa fundó la primera villa del Brasil, São Vicente. En septiembre del mismo año obtuvo de Juan III la autorización para crear el sistema de las capitanías hereditarias y eligió para sí los territorios en donde ya había construido establecimientos a costa de la Corona. En 1536 se produjo la Guerra de Iguape contra un grupo de españoles que destruyeron São Vicente y luego se replegaron al Río de la Plata.
La capitanía se extendía 45 leguas a lo largo de la costa desde las cercanías de la isla de Mel, en la bahía de Paranaguá, hasta barra de Bertioga en el cabo Frío. Su primer donatario fue Martim Afonso y fue dividida en dos secciones, de las cuales la más septentrional fue abandonada por el donatario y refundada en 1567 como capitanía de Río de Janeiro bajo el mando de Salvador Correia de Sá, había sufrido un invasión francesa en la bahía de Guanabara entre 1555 y 1567 y se extendía 55 leguas desde la desembocadura del río Macaé hasta la del río Juqueriquerê. 
Lo mismo que la Capitanía de Pernambuco, la Capitanía de San Vicente obtuvo prosperidad económica gracias al cultivo de la caña de azúcar. 
Los donatarios apenas pasaban breves períodos en la capitanía, dejando la administración a cargo de un representante legal, el capitán mayor. De hecho, durante casi 200 años el gobierno de la capitanía fue ejercido por los capitanes mayores.
La primera sede de la capitanía fue la villa de São Vicente, pero además progresivamente fueron siendo fundadas otras poblaciones como Santos, São Paulo dos Campos de Piratininga, Sant'Ana de Mogi, entre otras. 
En ella tuvo un enorme papel Brás Cubas, colonizador y sertanista, uno de los fundadores de la villa de Santos. De familia noble, hijo de João Pires Cubas y de Isabel Nunes, llegó al Brasil con Martim Afonso de Sousa y gobernó por dos veces la capitanía de São Vicente (1545-1549 y 1555-1556). 
Brás Cubas llegó a ser el mayor propietario de tierras de la zona litoral. En 1543, fundó la primera Santa Casa de Misericórdia, la cual llamó Todos os Santos, nombre que pasaría a la villa de Santos, cuyo puerto estaba mejor localizado que el de São Vicente. En 1551, fue nombrado por Juan III proveedor y contador de las rentas y derechos de la capitanía; al año siguiente, construyó el Fuerte de São Felipe en la isla de Santo Amaro. Tuvo participación destacada en la defensa de la capitanía contra los ataques de los tamoios aliados a los franceses. Más tarde, por orden del tercer gobernador general Mem de Sá, realizó expediciones al interior en busca de oro y plata y habría llegado hasta la Chapada Diamantina en el sertão baiano. Al morir, era hidalgo de la Casa Real y uno de los hombres más respetados de la capitanía. El título de alcaide-mor de la villa de Santos pasó a su hijo, Pero Cubas.
En 1610 al morir sin descendientes Isabel de Lima Souza Miranda, donataria de la capitanía de Santo Amaro y de la capitanía de Santana, el donatario de San Vicente asumió sus derechos por ser descendiente directo del primer donatario de Santo Amaro y la administró por medio del capitán mayor Martim de Sá. Un nieto de Pero Lopes de Sousa, conde de Monsanto, alegando sus derechos y con una sentencia a su favor, en 1624 se apropió de una parte de las tierras, incluidas las villas de Santos y São Paulo. La solución encontrada por la donataria, la condesa de Vimieiro, fue transferir la sede de su capitanía de San Vicente para Itanhaém el 6 de febrero de 1624, creándose de facto la capitanía de Itanhaém. En este período, por lo tanto, fueron designados dos capitanes mayores distintos para cada donatario, con competencia territorial sobre la misma área. La capitanía de San Vicente tenía entonces bajo su control las villas de São Paulo de Piratininga, Santos y São Vicente y la región que hoy es el interior del estado de San Pablo, mientras que la capitanía de Itanhaém controlaba la región litoral al sur de São Vicente.
Finalmente en 1645 la condesa de Vimieiro consiguió hacer valer sus derechos y la capitanía con sede en Itanhaém (o Nossa Senhora da Conceição de Itanhaém) fue incorporada a la capitanía de San Vicente, aunque se mantuvo legalmente hasta 1771.
Francisco Carneiro de Sousa, segundo conde de la Isla del Príncipe, reivindicó todas las posesiones de los legítimos herederos de Martim Afonso de Sousa y determinó que el capitán mayor Luís Lopes de Carvalho recuperase la posesión de todo el territorio el 28 de abril de 1679, cuando el capitán mayor restableció la sede de la capitanía en la villa de São Vicente.
El 23 de marzo de 1681 São Paulo pasaría a ser, por decisión del donatario Francisco Luís Carneiro de Sousa, la sede de la capitanía. 
En 1709, tras la derrota de los bandeirantes en la Guerra de los Emboabas, la capitanía fue vendida y posteriormente reorganizada como Capitanía de San Pablo y Minas de Oro, que a esa altura, por la acción de las banderas ya tenía un territorio muchas veces mayor, abarcando grosso modo lo que hoy son los estados de Santa Catarina, Paraná, São Paulo, Minas Gerais, Goiás, Tocantins, Mato Grosso del Sur, Mato Grosso, Rondonia y Río Grande del Sur